# Gymnosoma hemisphaerica
Gymnosoma hemisphaerica är en tvåvingeart som först beskrevs av Geoffroy 1785.  Gymnosoma hemisphaerica ingår i släktet Gymnosoma och familjen parasitflugor.
Artens utbredningsområde är Frankrike. Inga underarter finns listade i Catalogue of Life.